# Kubo Yuichi
Kubo Yuichi (久保 裕一, sinh ngày 26 tháng 9 năm 1988) là một cầu thủ bóng đá người Nhật Bản thi đấu cho Fagiano Okayama, ở vị trí tiền đạo cho SC Sagamihara.

## Thống kê câu lạc bộ
Cập nhật đến ngày 23 tháng 2 năm 2018.
| Mùa giải | Câu lạc bộ       | Giải vô địch | Giải vô địch | Giải vô địch | Cúp Hoàng đế Nhật Bản | Cúp Hoàng đế Nhật Bản | Tổng cộng | Tổng cộng |
| Mùa giải | Câu lạc bộ       | Giải vô địch | Số trận      | Bàn thắng    | Số trận               | Bàn thắng             | Số trận   | Bàn thắng |
| -------- | ---------------- | ------------ | ------------ | ------------ | --------------------- | --------------------- | --------- | --------- |
| 2010     | JEF United Chiba | J2 League    | 1            | 0            | 0                     | 0                     | 1         | 0         |
| 2011     | JEF United Chiba | J2 League    | 27           | 1            | 3                     | 0                     | 30        | 1         |
| 2012     | JEF United Chiba | J2 League    | 2            | 0            | –                     | –                     | 2         | 0         |
| 2012     | Gainare Tottori  | J2 League    | 16           | 2            | 2                     | 0                     | 18        | 2         |
| 2013     | Gainare Tottori  | J2 League    | 32           | 8            | 1                     | 0                     | 33        | 8         |
| 2014     | Fagiano Okayama  | J2 League    | 28           | 4            | 0                     | 0                     | 28        | 4         |
| 2015     | Fagiano Okayama  | J2 League    | 21           | 2            | 1                     | 0                     | 22        | 2         |
| 2016     | Fagiano Okayama  | J2 League    | 5            | 0            | –                     | –                     | 5         | 0         |
| 2016     | Mito HollyHock   | J2 League    | 14           | 0            | 2                     | 0                     | 16        | 0         |
| 2017     | SC Sagamihara    | J3 League    | 28           | 4            | 0                     | 0                     | 28        | 4         |
| Tổng     | Tổng             | Tổng         | 174          | 21           | 9                     | 0                     | 183       | 21        |